# Дибиргаджиев, Магома Адилханович
Магома Адилханович Дибиргаджиев (18 мая 1997, Махачкала, Дагестан, Россия) — российский борец вольного стиля, призёр чемпионатов России.

## Биография
Является воспитанником спортивной школы имени Гамида Гамидова в Махачкале, занимается под руководством тренеров: Ш. К. Омарова, А. А. Магомедгаджиева, М. Д. Муртузалиева и Г.М. Гасанова. В мае 2014 года стал чемпионом Европы среди кадетов. На чемпионате России 2017 года сенсационно занял второе место. В ноябре 2017 года неудачно выступил на молодёжном U23 чемпионате мира, проиграв своему земляку, представляющему Азербайджан Гаджимураду Омарову. 28 ноября 2018 году ему было присвоено звание мастер спорта. 24 августа 2019 года одержал победу на первом чемпионате Дагестана по пляжной борьбе в весовой категории до 80 кг. 8 февраля 2020 года стал чемпионом Дагестана. 21 июня 2023 года в Каспийске в полуфинале чемпионата России уступил Чермену Валиеву. 22 июня 2023 года, победив в схватке за 3 место Имама Ганишова из Дагестана, стал бронзовым призёром чемпионата России. 22 июля 2024 года ему было присвоено звание мастер спорта России международного класса.

## Личная жизнь
Родился в Махачкале. Учился в махачкалинской школе №5. Старший брат — Руслан, также борец вольного стиля. По национальности — аварец.

## Спортивные результаты
- Чемпионат Европы среди юниоров 2014 — ;
- Межконтинентальный Кубок 2016 — 5;
- Межконтинентальный Кубок 2017 — 8;
- Чемпионат России по вольной борьбе 2017 — ;
- Чемпионат мира по борьбе среди молодёжи U23 2017 — 17;
- Межконтинентальный Кубок 2018 — 7;
- Межконтинентальный Кубок 2019 — ;
- Чемпионат России по вольной борьбе 2022 — ;
- Чемпионат России по вольной борьбе 2023 — ;
- Чемпионат России по вольной борьбе 2024 — ;